# Artvin

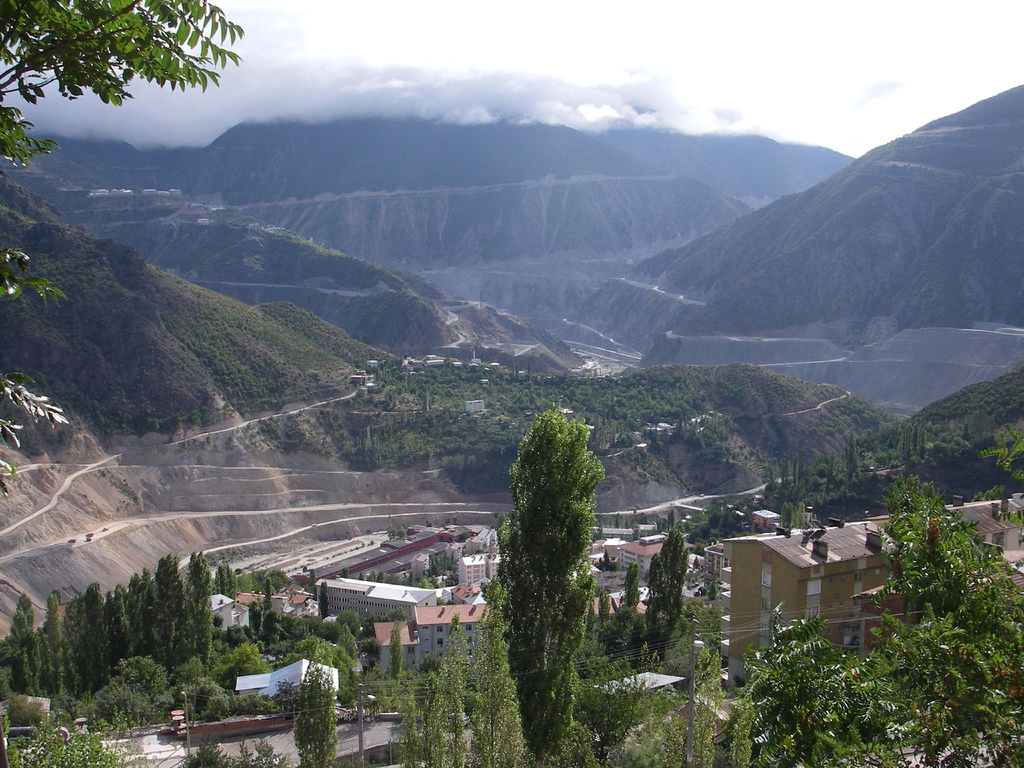
Artvin

Artvin és una ciutat de Turquia al nord-est del país a la riba del riu Çoruh i prop de la frontera amb Geòrgia. És capital de la província d'Artvin. La seva població el 2000 era de 23.157 habitants. El 1985 era de 18.720 habitants, el 1945 de 3.980 habitants i el 1894 de 5.900 habitants (incloent encara armenis). El districte tenia 16.966 habitants el 1945. A la ciutat hi viuen turcs, adjars, lazes i hamshenis.

## Història
A la zona s'han trobat instruments de l'edat del bronze; hi ha indicis de presència hurrita vers el 2000 aC; la confederació tribal dels kolkha va originar al segle viii el regne de Còlquida; va ser dominada pels urartians i va patir invasions dels cimmeris, escites, medes i perses. Després de la conquesta d'Alexandre el Gran iniciada el 334 aC la zona va restar independent amb diverses colònies gregues a la costa establertes a partir del segle vi aC. Mitridates VI Eupator del Pont (111 aC-63 aC) va dominar el país i a partir del 65 aC apareixen governadors locals clients dels romans; en una data incerta vers finals del segle i aC o començaments del segle i fou incorporada a la província romana de Galàcia. Al segle iii els diferents caps tribals es van fer independents de fet, i el príncep dels lazes va adquirir l'hegemonia i va formar el principat de Làzica que va mantenir contactes amb els romans; les guarnicions romanes foren retirades vers el 380, però més tard els romans d'Orient van reconèixer el regne (anomenat Ègrissi) i el van ajudar podent establir altre cop guarnicions; els romans d'Orient investien els seus reis.
Les guarnicions romanes d'Orient van ser retirades el 532 i per un temps la ciutat va oscil·lar entre l'Imperi Romà d'Orient i Pèrsia, però fou reconeguda als romans al tractat de Dara el 562. Al segle vii els romans d'Orient gairebé podien controlar el territori. Vers el 697 (en tot cas abans del 700) havia caigut en poder del Califat i encara que molts senyor locals es mantenien rebels, l'autoritat romana d'Orient era absent.
El 717, estant assetjada Constantinoble pels àrabs, l'emperador romà d'Orient acordà dividir el regne, separant-ne l'Abàsguia, la Missimianètia, la Svanètia, l'Apkhilètia, la Saguinètia i altres de més petits, sota els seus erihstavis hereditaris (i doncs de fet independents) tots ells rebels als àrabs, i de fet perduts pels romans des feia temps, nominalment com a feudataris romans d'Orient més controlables. Ègrissi va ser anul·lada com a regne. El vassall més important va ser el saeristavo d'Abàsguia (a les fonts georgianes se l'anomena Abkhazètia), que va saber sotmetre els petits senyors locals (els samtavros) de l'interior i la rodalia, com els de Saniguètia (al nord-est), Apkhilètia i Missimianètia. Aquests prínceps locals d'Abkhàzia o Abkhazétia pertanyien a la família que s'anomena dels Antxabadze i governaven Abkhàzia des del segle vi. L'emperador els va reconèixer com a sobirans hereditaris en la persona de Lleó I, rebel als àrabs, però amb la condició que havia d'ésser vassall de Kartli o Ibèria (on reconegué a més a més reis a Mihri i Artxil d'Herècia).
Lleó I, i d'altres rebels, derrotaren als àrabs cap al 720, prop d'Anakopia, obligant-los a evacuar la Geòrgia occidental que va quedar en poder d'Abkhàzia, ja que els senyors locals se li van anar sotmetent de grau o de força en els següents anys. Lleó II, nebot de Lleó I, ja dominava del riu Tchorokhi, al sud, i fins a les muntanyes Likhi a l'est, amb l'ajuda del Khàzars (la filla del khakhan khàzar era la mare de Lleó II) i prop de l'any 808 es va proclamar rei (mthavar). La capital es va establir a Kutaisi. Els habitants s'anomenaven Apsni (d'on prové Apsars).
El curopalatinat de Kartli, format amb les zones que els àrabs havien devastat i estaven devastant als sud d'Abkhàzia, va passar a l'Imperi Romà d'Orient el 1001 d'acord amb un tractat; Jordi I de Geòrgia el va voler recuperar el 1016 però en fou expulsat el 1022 i va romandre possessió romana d'Orient fins que el 1064 s'hi van establir els turcmans seljúcides. Vers el 1210 estava en mans de l'Imperi de Trebisonda que amb l'ajut georgià va eixamplar els seus dominis, i el qual fou conquerit pels otomans el 1460. Al segle vii era part del sandjak del Lazistan.
Fou cedida a Rússia junt amb Kars i Ardahan en virtut de tractat de San Stephano el 1878. Després del Tractat de Brest-Litovsk de 1918 fou ocupada pels turcs, fins a la seva derrota; el desembre del 1918 fou evacuada i amb els britànics desplegant-se per la regió, fou ocupada pels georgians a meitat del 1919. Fou reconeguda a Armènia pel Tractat de Sevres de 1920. Però els nacionalistes turcs iniciaren la reconquesta de les regions en disputa a Anatòlia del nord-est. Pel tractat d'Aleksandrópol entre Turquia i Armènia (3 de desembre de 1920) els armenis van haver de cedir totes les zones que eren turques abans de la guerra; els georgians, als que per mantenir la possessió els aliats van exigir un referèndum que no podien guanyar, van evacuar la ciutat el 23 de febrer de 1921, i fou incorporada tot seguit a Turquia com a kada (districte) del wilayat de Çoruh.

## Llocs interessants
- Kafkasör Yaylası
- Castell d'Artvin o Livana (Livane) castle, built in 937
- Mesquita de Salih Bey (mosque), construïda el 1792
- Font de Çelebi Efendi, construïda el 1783.

## Ciutat germana
- Akhaltsikhe,  Geòrgia